# 霧のマウンテン
「霧のマウンテン」（原題：There Is a Mountain）は、ドノヴァンが作詞作曲し、1967年に発表した楽曲。

## 概要
「First there is a mountain, then there is no mountain, then there is.」という歌詞は、禅ならびに仏教の思想を欧米諸国に最初に紹介した書物の一つと言われている鈴木大拙の『Essays in Zen Buddhism: First Series』（1927年）からとられた。鈴木は次のように述べた（原文は英語）。
1967年7月26日にアメリカでシングルA面として発表された。B面はアルバム『メロー・イエロー』に収録されていた「砂と泡」。本国イギリスではシングルは同年10月20日に発表された。オリジナル・アルバムには収録されず、1969年1月発売のベストアルバム『グレイテスト・ヒッツ』に収録された。
ビルボード・Hot 100では11位、全英シングルチャートでは8位を記録した。
1968年発売のライブ・アルバム『Donovan in Concert』にライブ・バージョンが収録されている。
オールマン・ブラザーズ・バンドの「マウンテン・ジャム」は本作品を下敷きにしている（『イート・ア・ピーチ』収録）。

## 演奏者
- ドノヴァン - ボーカル、アコースティック・ギター
- ダニー・トンプソン - ベース
- ハロルド・マクネア - フルート
- トニー・カー - パーカッション